# Park Hill
Park Hill est un grand ensemble situé à Sheffield, dans le Yorkshire du Sud, en Angleterre.
Il a été construit entre 1957 et 1961 et a reçu en 1998 le statut de bâtiment classé de Grade II*.
Ces dernières années, une rénovation du bâtiment était actée.

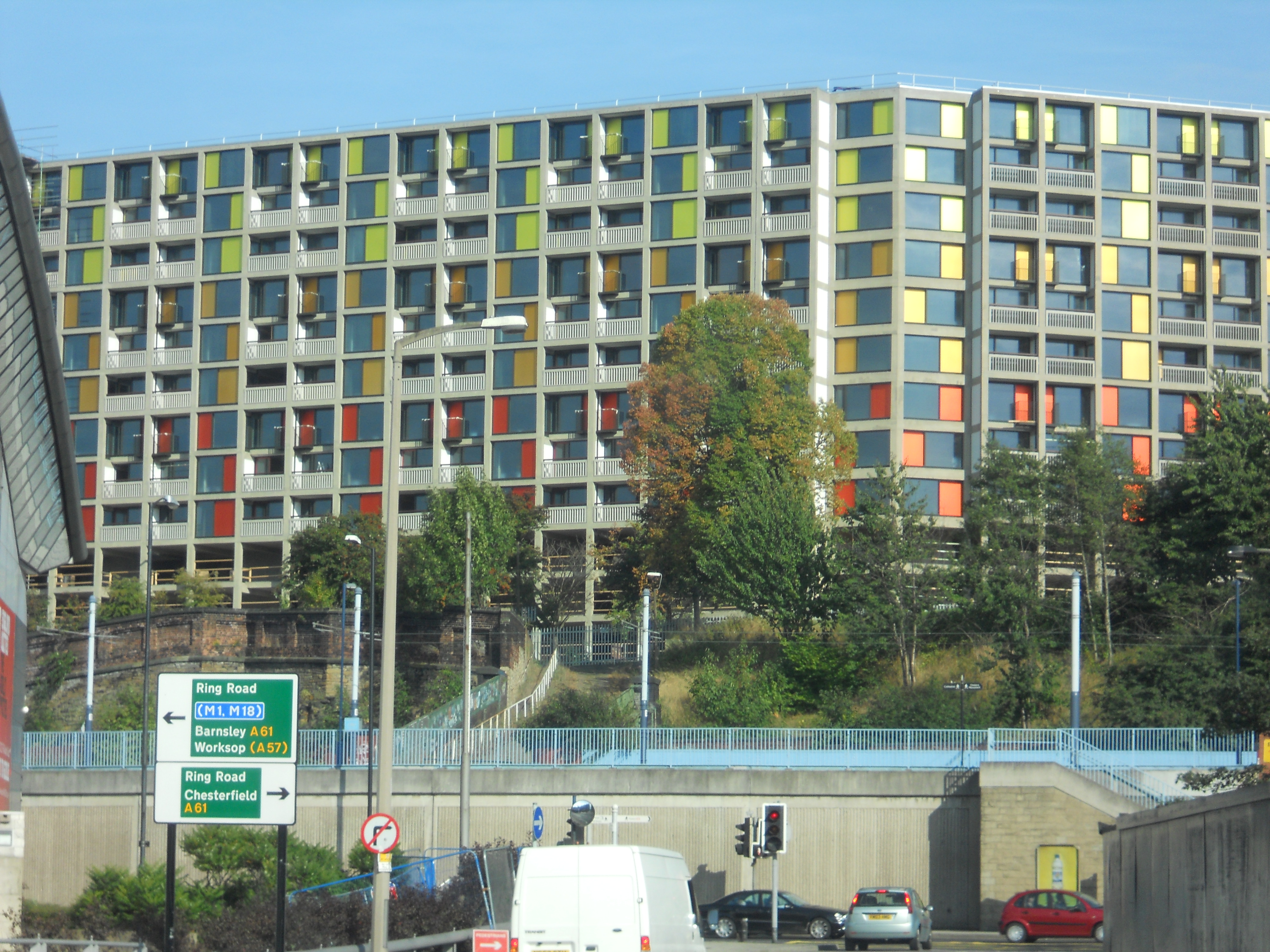
Renové.
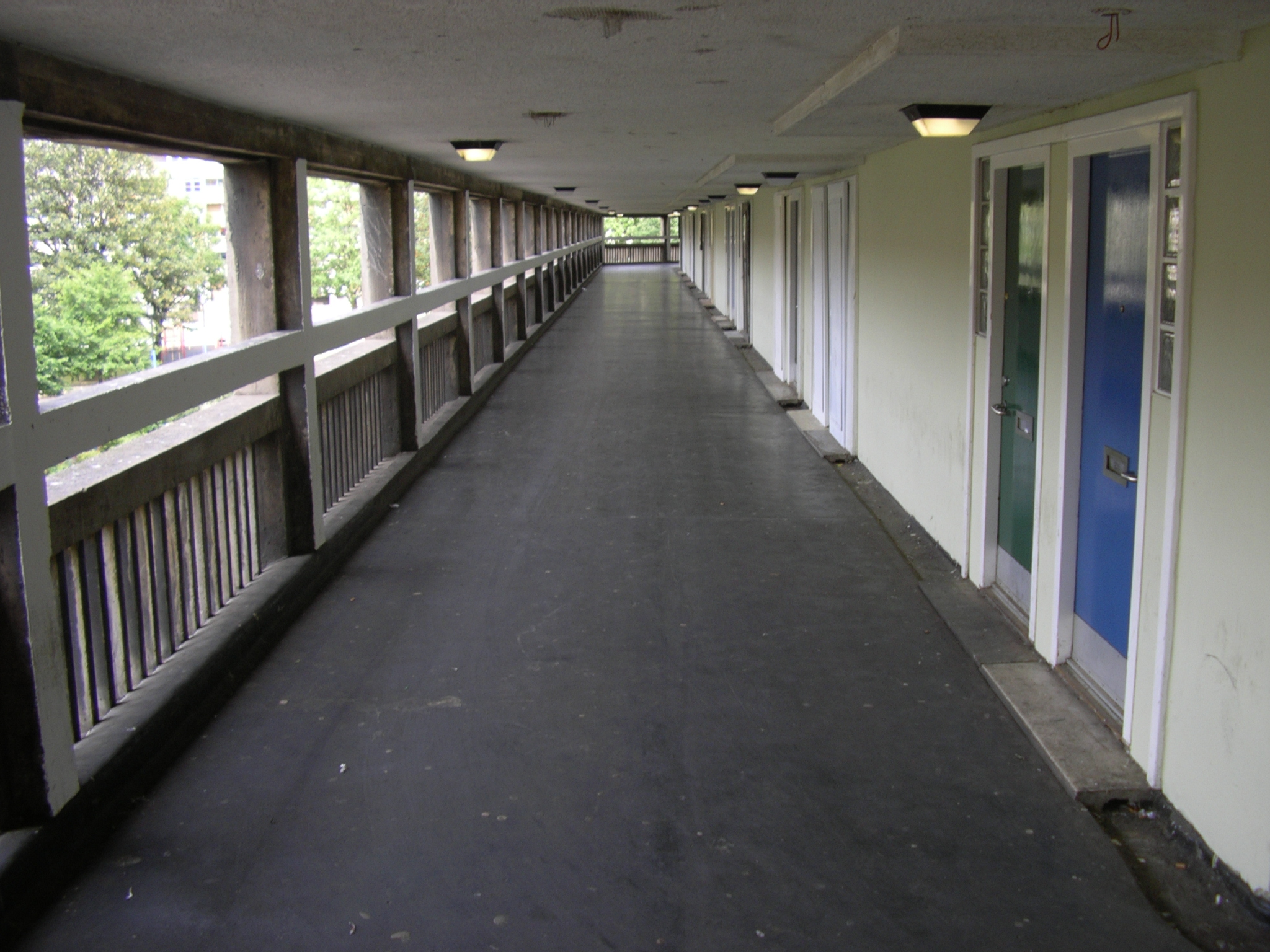
Couloir.
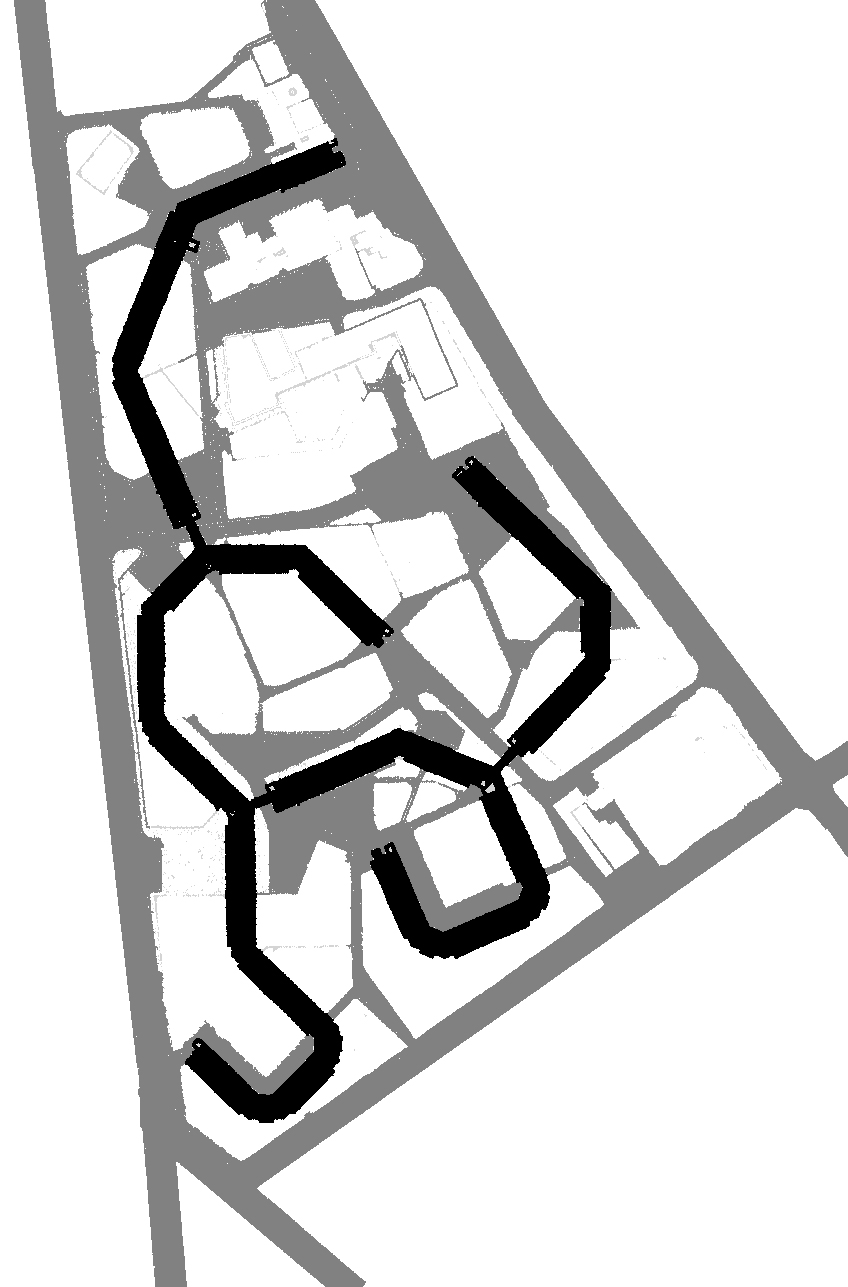
Plan.
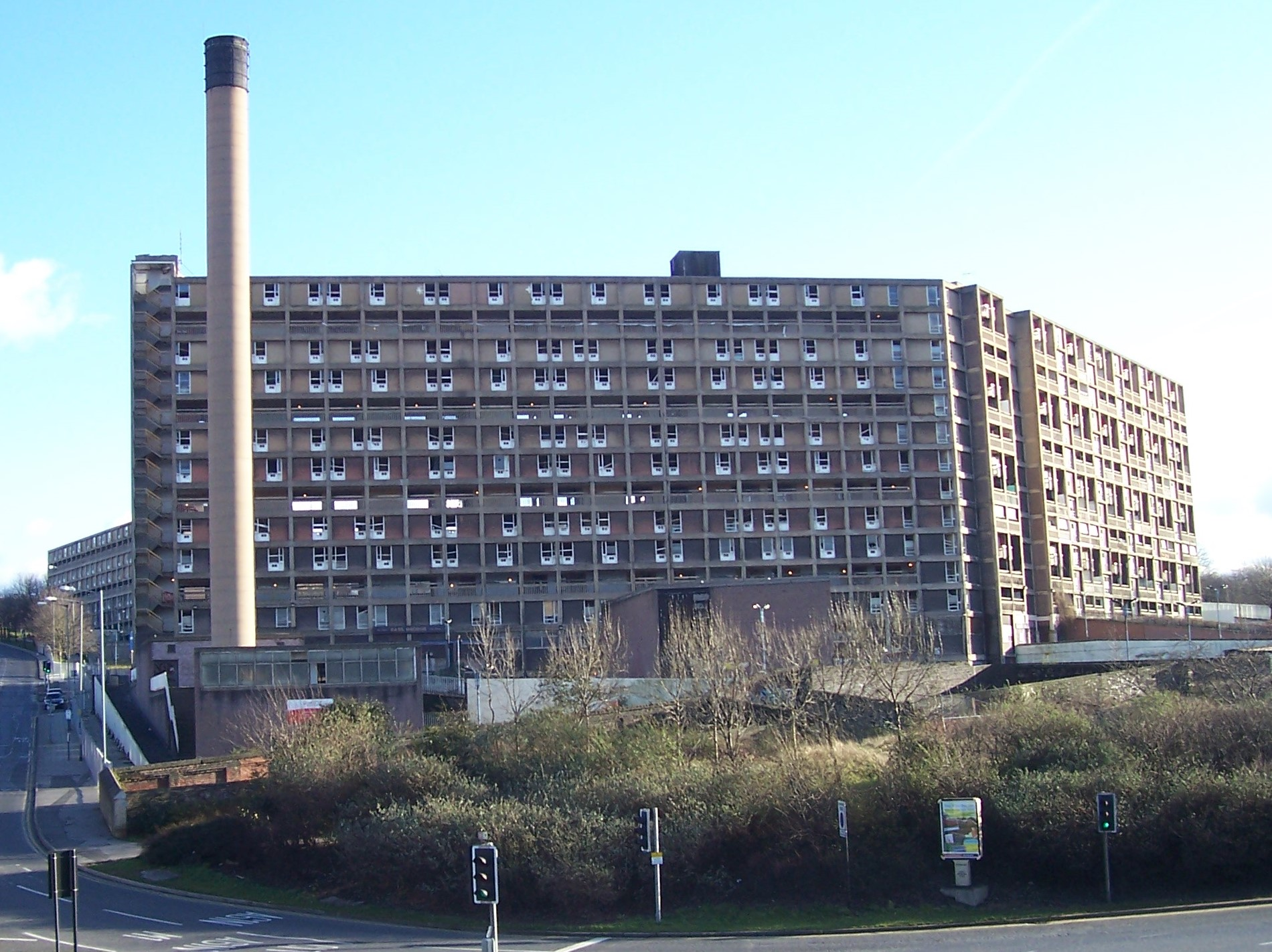
En 2008.
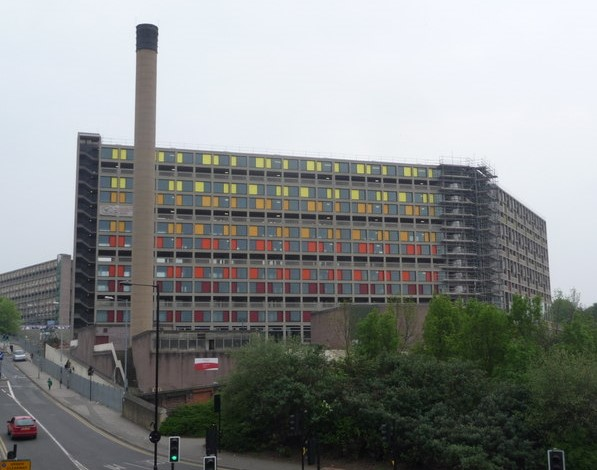
En 2011.
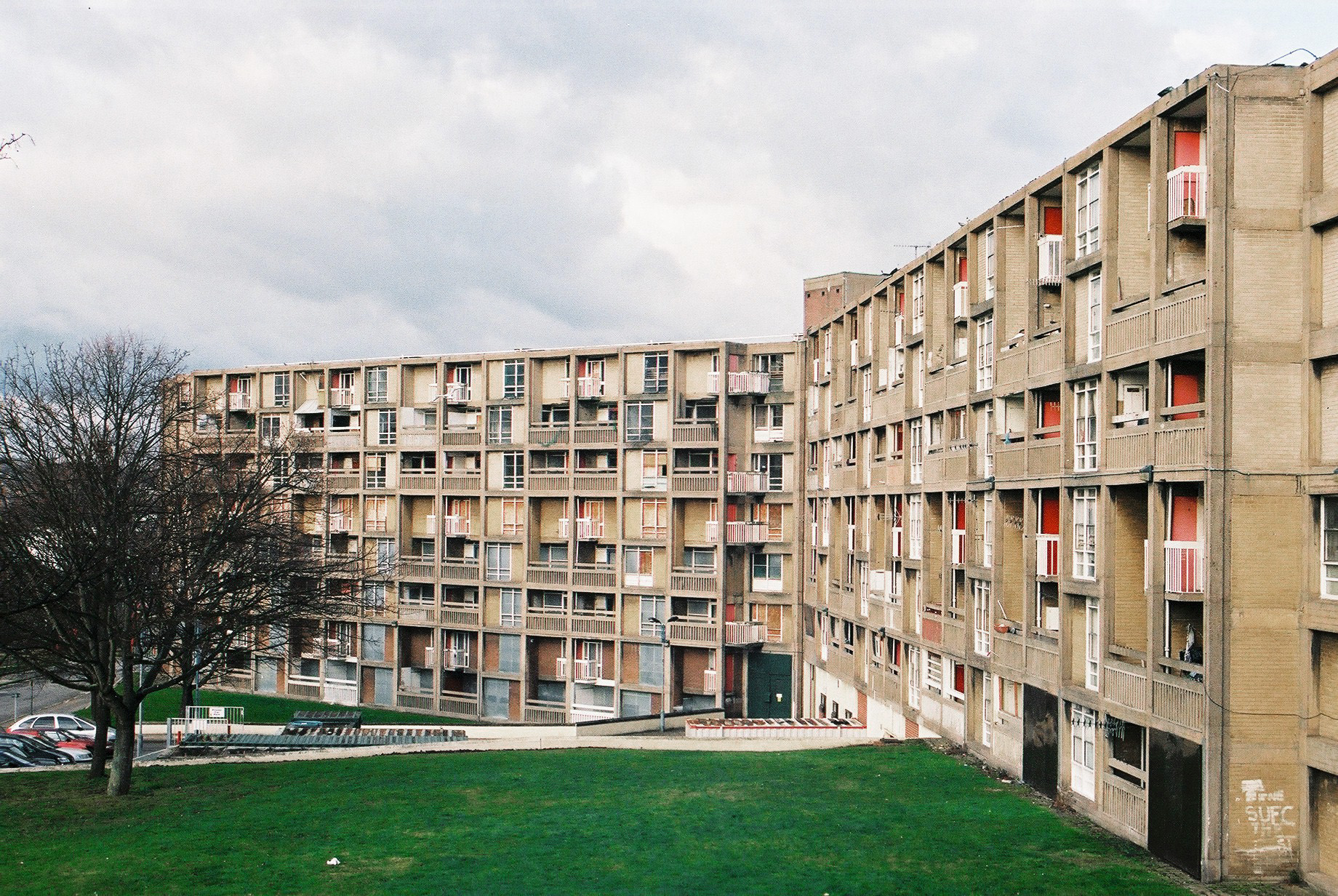
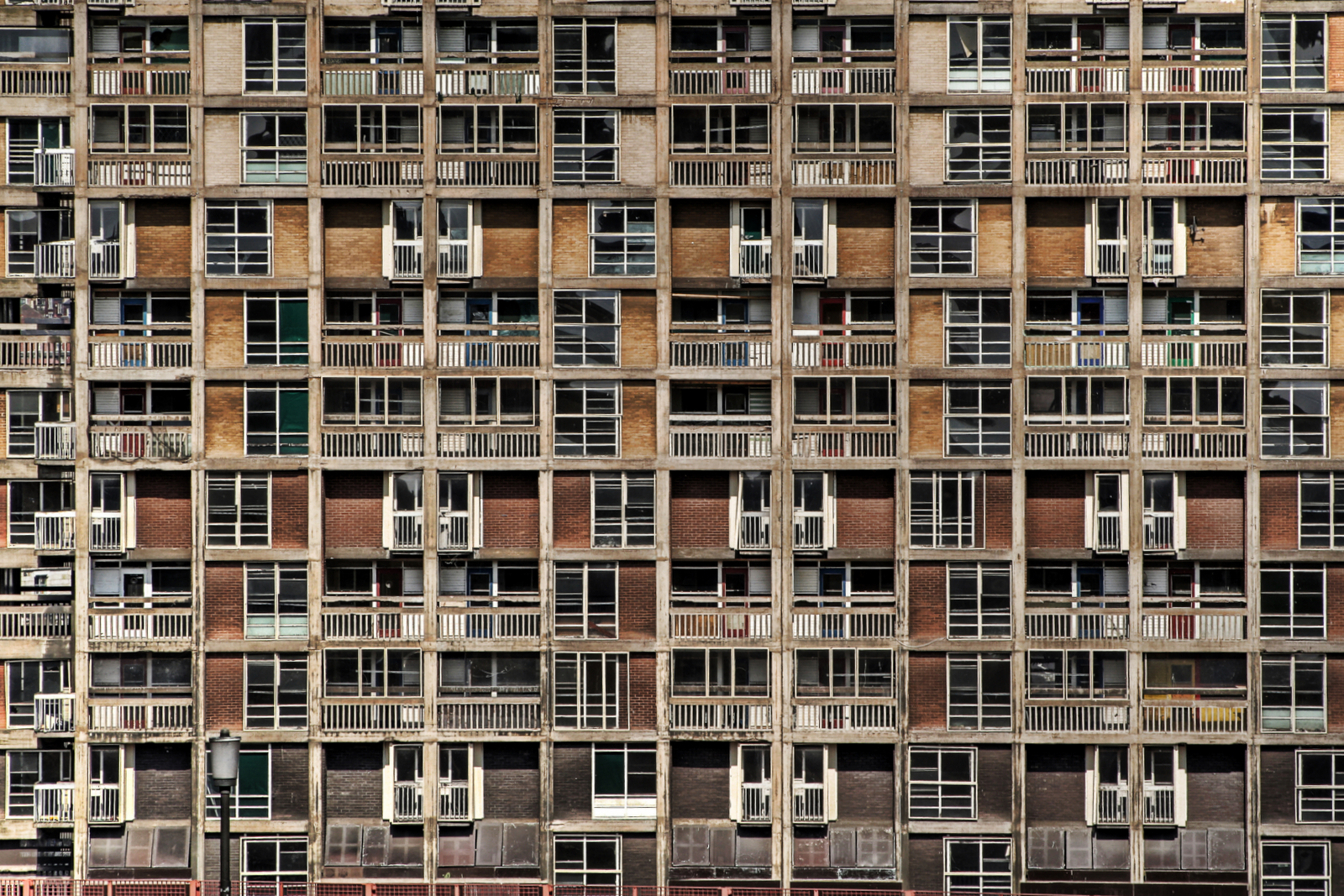
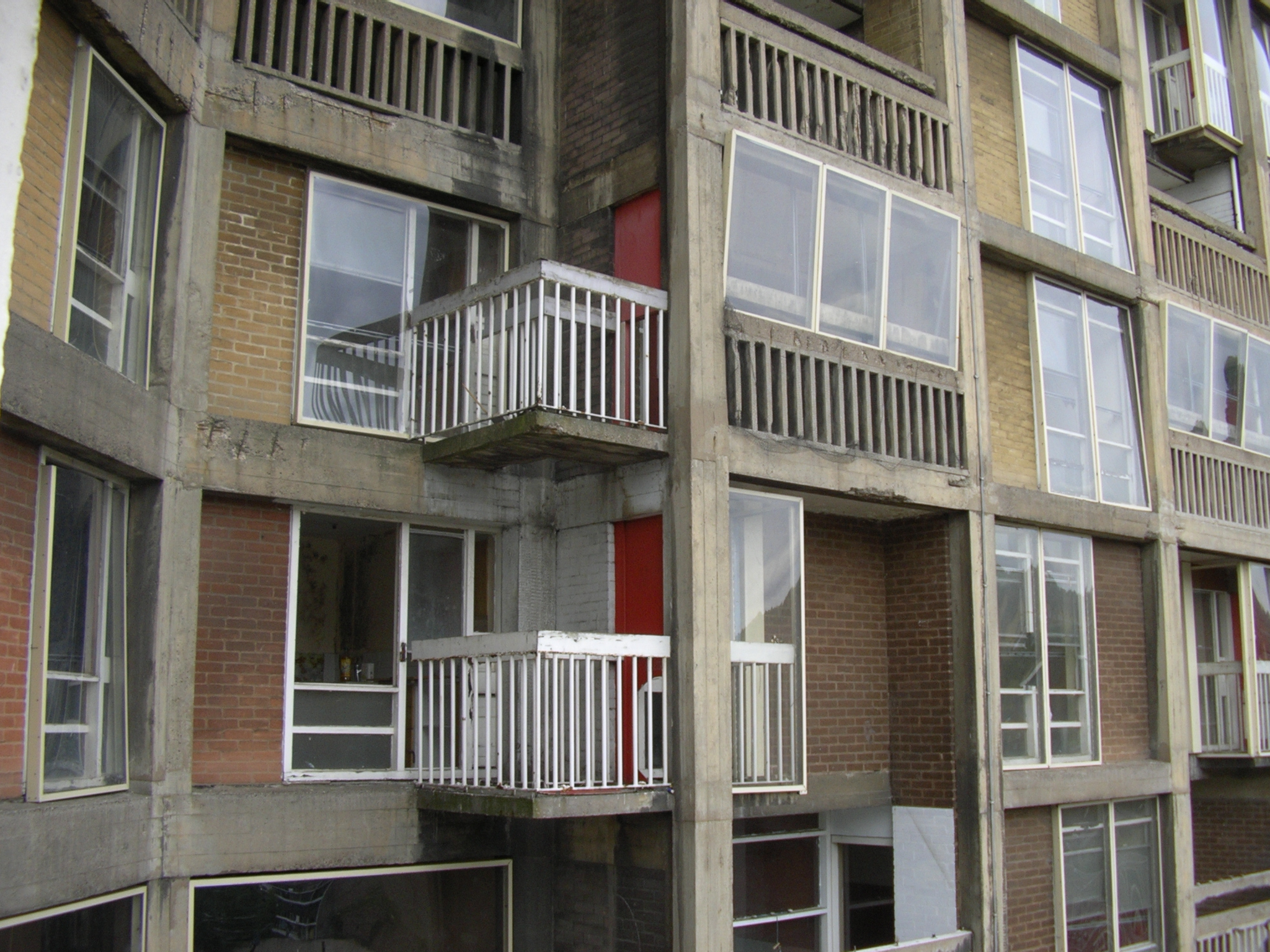